# ジャハーン・シャー (ムガル皇子)
ジャハーン・シャー（Jahan Shah, 1673年10月4日 - 1712年3月30日）は、北インド、ムガル帝国の第7代皇帝バハードゥル・シャー1世の六男。同国第10代皇帝ムハンマド・シャーの父でもある。

## 生涯
ムガル帝国の第7代皇帝バハードゥル・シャー1世の六男（四男）として生まれた。
1707年3月20日、父から「ジャハーン・シャー」の称号を賜った。同年以降、マールワー太守の地位にあった。
1712年3月30日、ラフィー・ウッシャーンはバハードゥル・シャー1世死後の帝位継承戦争において、兄のジャハーンダール・シャーにラホールで敗れ殺害された。